# Helina regobarrosi
Helina regobarrosi este o specie de muște din genul Helina, familia Muscidae, descrisă de Albuquerque în anul 1958. Conform Catalogue of Life specia Helina regobarrosi nu are subspecii cunoscute.